# TaqMan
Les sondes TaqMan són sondes d'hidròlisi dissenyades per augmentar l'especificitat de la PCR quantitativa. El mètode va ser informat per primera vegada el 1991 per l'investigador Kary Mullis de Cetus Corporation, i la tecnologia va ser posteriorment desenvolupada per Hoffmann-La Roche per a assaigs diagnòstics i per Applied Biosystems (que ara forma part de Thermo Fisher Scientific) per a aplicacions de recerca.
El principi de la sonda TaqMan es basa en l'activitat exonucleasa 5´-3´ de la polimerasa Taq per tallar una sonda de doble marca durant la hibridació a la seqüència objectiu complementària i la detecció basada en el fluoròfor. Com en altres mètodes quantitatius de PCR, el senyal de fluorescència resultant permet mesures quantitatives de l'acumulació del producte durant les etapes exponencials de la PCR; no obstant això, la sonda TaqMan augmenta significativament l'especificitat de la detecció. Les sondes TaqMan van rebre el nom del videojoc Pac-Man (Taq Polymerasa + PacMan = TaqMan), ja que el seu mecanisme es basa en el principi Pac-Man.

## Principis
La sonda TaqMan està formada per un fluoròfor unit covalentment a l'extrem 5' d'un oligonucleòtid i un desactivador de fluorescència (quencher) a l'extrem 3' (Figura 1).
Per a aquest mètode hom poden fer servir diferents fluoròfors (ex: 6-carboxifluoresceïna, tetraclorofluoresceïna) i desactivadors de fluorescència (com ara tetrametilrodamina). El «quencher» inhibeix la fluorescència del fluoròfor quan és excitat per la font de llum del termociclador. D'aquesta manera, mentre que el fluoròfor i el quencher estiguin propers l'un a l'altre, no hi haurà senyal fluorescent, ja que el quencher està exercint la seva activitat inhibidora (Figura 1).

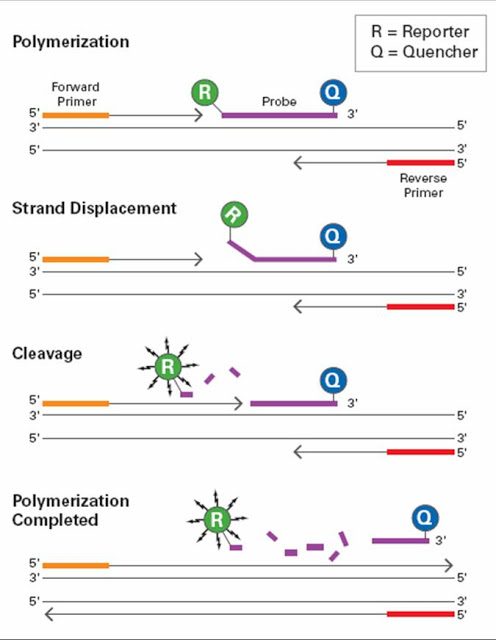
Figura 1: Mecanisme d'una sonda TaqMan

Cada sonda TaqMan està dissenyada de manera que hibride amb una regió específica d'ADN que serà amplificada per un parell d'oligonucleòtids específics. A mesura que la Taq polimerasa sintetitza la cadena en sentit 5'- 3 '(usant com a motlle el bri en sentit 3'- 5'), l'activitat exonucleasa 5'-3 'd'aquest mateix enzim degrada la sonda TaqMan ja hibridada a l' ADN. La degradació de la sonda separa el fluoròfor, trencant així la proximitat entre aquest i el quencher, permetent així l'emissió de fluorescència. La fluorescència detectada és directament proporcional a la quantitat de fluoròfor alliberat i, per tant, a la quantitat d'ADN d'interès present en el producte de PCR.

## Aplicacions
Els Assaigs basats en sondes TaqMan s'utilitzen en PCR quantitativa en els àmbits de recerca i laboratoris mèdics per:
- Assaigs d'expressió gènica
- Farmacogenòmica
- Genotipat d'antígens leucocitaris humans (HLA)
- Determinar la càrrega viral en mostres clíniques (VIH, Hepatitis)
- Assaigs d'identificació bacteriana[6]
- Genotipat SNP
- Verificació dels resultats de microarrays